# Кимоно
Кимоното (яп. 着物 kimono) е японско традиционно облекло, носено от жени, мъже и деца. Думата „кимоно“ буквално означава „нещо за носене“ (ki от 着る kiru „нося“ и mono 物 „нещо“). Кимоното е Т-образно, облицовано с права мантия с подгъв на глезена и украсено с яка и дълги, широки ръкави. Кимоното се увива около тялото, винаги ляво върху дясно (с изключение на случаите, когато се обличат мъртъвци), и защитено с пояс, наречен ‘оби’, който се завързва на гърба. Кимоното обикновено се носи с традиционните обувки (особено zōri или geta) и разделените при пръстите чорапи (tabi).
По традиция по специални поводи неомъжените жени носят кимоно, наречено ‘фурисоде’, с ръкави с дължина почти до пода. Някои възрастни жени носят кимоно ежедневно. Мъжете носят кимоно най-често на сватби, чаени церемонии и други много специални или много формални събития. Професионални Сумо-борци често могат да бъдат видяни в кимоно, защото те са задължени да носят традиционно японско облекло на обществени места.
От средата на 19 век се счита за национален костюм. То е и работното облекло на гейшите. Погрешно го смятат за спортния екип в карате, джудо и айкидо. Спортният екип се нарича „ги“. Кимоното може да бъде както официално, така и всекидневно и се изработва предимно от коприна или полиестер.
Първото кимоно се появява през 5 век от нашата ера. То има форма на буквата Т и прикрива недостатъците на тялото. Женското кимоно е в по-ярки цветове, докато мъжкото е в по-тъмни.
Предимно, кимоното се носи през зимните сезони.
Юката е облекло, подобно на кимоното, но предназначено за лятото и носено най-вече от жени. Юкатата се носи най-често на фестивали, празници и официални церемонии.